# Sherlock Holmes: A Game of Shadows (soundtrack)
Sherlock Holmes: A Game of Shadows is de originele soundtrack van de film uit 2011 met dezelfde naam, gecomponeerd door Hans Zimmer. Het album werd op 13 december 2011 uitgebracht door WaterTower Music.
Het album is het vervolg op het album Scerlock holmes. De muziekstijl komt in grote lijnen overeen met het vorige album. Wel is op Guy Ritchie's vervolg film, bij de filmmuziek de nadruk gelegd op Klassieke muziek en Zigeunermuziek. Bij het vorige album bestond de soundtrack alleen uit de originele filmmuziek. Maar op dit album werd er ook bestaand muziekmateriaal in de tracklist opgenomen. Het nummer "Die Forelle" werd uitgevoerd door Julius Drake en Ian Bostridge. Het orkest stond onder leiding van Gavin Greenaway. Additioneel muziek werd gecomponeerd door Lorne Balfe. De opnames vonden plaats in de MG Sound Studios en Air Studios.

## Musici
- Jaroslav Berky - Gitaar
- Georg Breinschmid - Bas
- Dudley Bright - Tenor trombone
- Nicholas Bucknall - Klarinet
- Andy Crowley - Trompet
- Milan Deme - Contrabas
- Miroslav Filko - Klarinet
- David Fuest - Klarinet
- Gustáv Girga - Accordeon
- Martin Horváth - Viool
- Roland Horvath - Klarinet
- Julius Hudy - Cimbalom
- Daniel Jemison - Fagot
- Tibor Kököny - Accordeon

- Eliza Marshall - Fluit
- Dominic Morgan - Contrabassoon
- Robin O'Neill - Fagot
- Anthony Pleeth - Cello
- Ondrej Radic - Cimbalom
- Louis Sanou - Percussie
- Mary Scully - Bas
- Owen Slade - Tuba
- Dave Stewart - Bastrombone
- David Theodore - Hobo
- Richard Watkins - Hoorn
- Jonathan Williams - Cello
- Julius Ziga - Contrabas
- Patrik Ziga - Viool

## Nummers
De muziek is gecomponeerd door Hans Zimmer tenzij anders vermeld.
| Nr. | Titel                                       | Duur |
| --- | ------------------------------------------- | ---- |
| 1   | I See Everything                            | 0:39 |
| 2   | That Is My Curse (Shadows - Part 1)         | 1:51 |
| 3   | Tick Tock (Shadows - Part 2)                | 8:12 |
| 4   | Chess (Shadows - Part 3)                    | 7:34 |
| 5   | It's So Overt It's Covert                   | 3:19 |
| 6   | Romanian Wind                               | 1:56 |
| 7   | Did You Kill My Wife?                       | 2:42 |
| 8   | He's All Me Me                              | 1:56 |
| 9   | The Mycroft Suite                           | 1:41 |
| 10  | To the Opera!                               | 4:03 |
| 11  | Two Mules for Sister Sara - Ennio Morricone | 2:34 |
| 12  | Die Forelle - Franz Schubert                | 3:22 |
| 13  | Zu viele Füchse für euch Hänsel             | 1:47 |
| 14  | The Red Book                                | 4:00 |
| 15  | Moral Insanity                              | 1:31 |
| 16  | Memories of Sherlock                        | 2:11 |
| 17  | The End?                                    | 2:26 |
| 18  | Romani Holiday (Antonious Remix)            | 5:38 |

Deluxe Version (bonus tracks, alleen als muziekdownload).
| 19 | Shush Club No. 3                | 4:31 |
| 20 | Beautiful Eyes                  | 2:13 |
| 21 | Just Follow My Lead (The Waltz) | 4:44 |